# 谢崇文
谢祟文（1903年—1989年），号质恭，男，云南昆明人，中国政治人物，曾任云南省人民政府委员，云南省政协副主席。